# Совкино (кинотеатр, Екатеринбург)

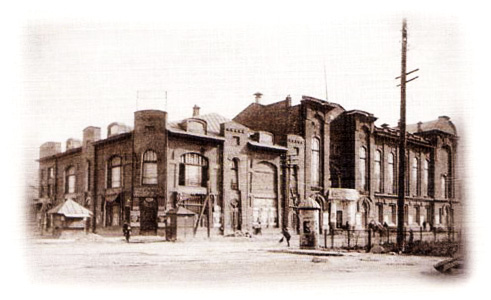
Лоранж, начало XX в

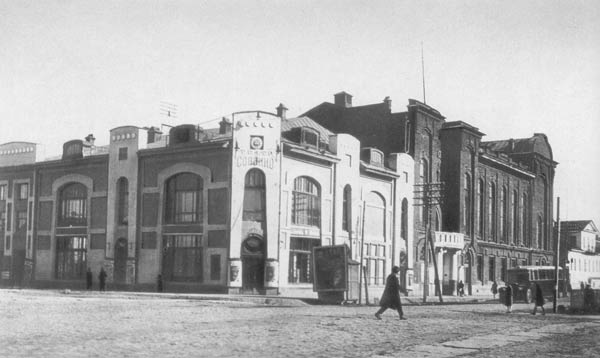
Совкино, начало 1920-х годов

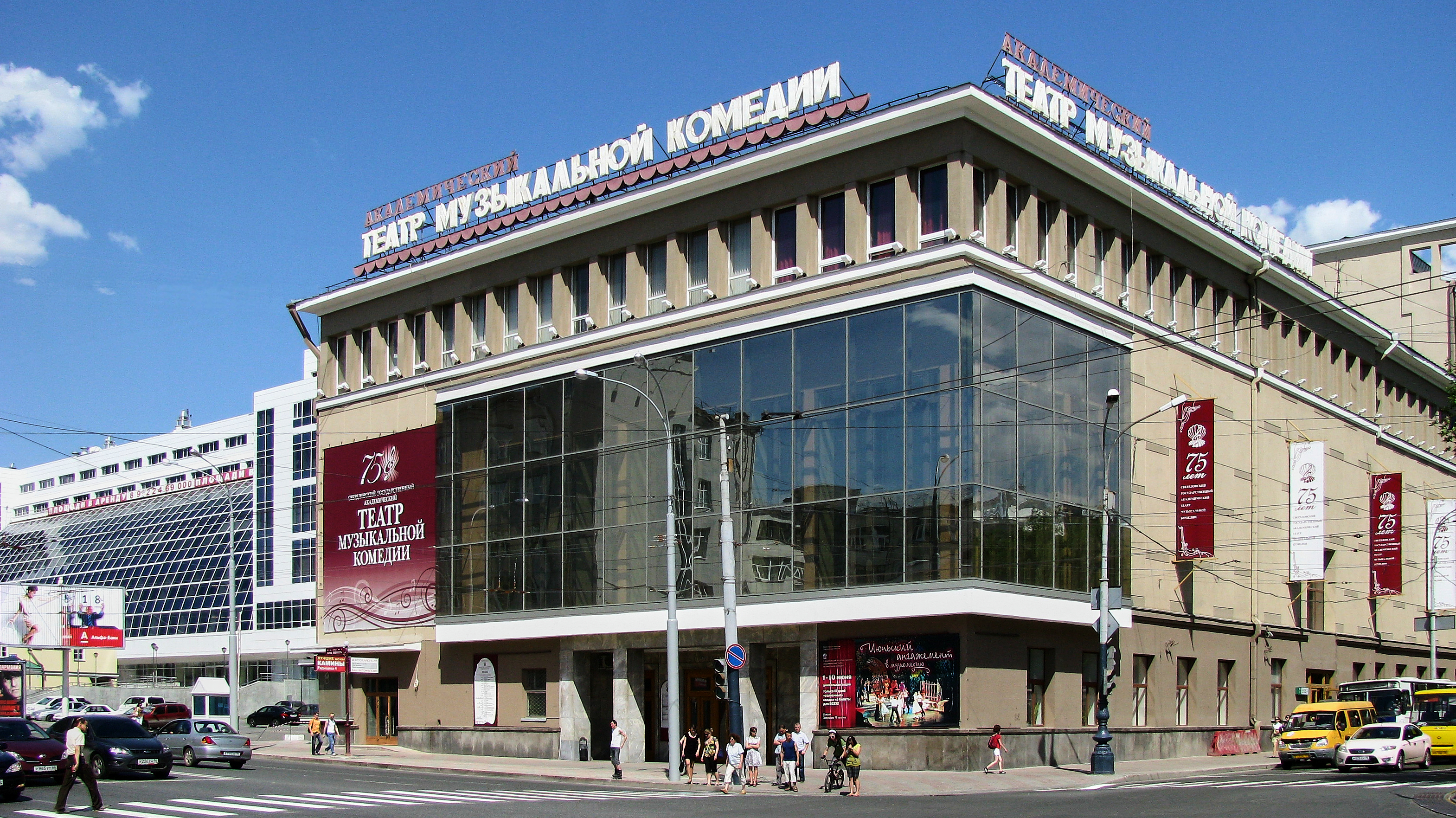
Театр музкомедии, 2009 год

Совкино́ (до революции «Лоранж») — первый кинотеатр Екатеринбурга.
В 1909 году (по другим источникам в 1907 году) француз Кай Лоранж открыл в доме П. И. Певина первый в Екатеринбурге стационарный кинематограф — «Лоранж», который после 1913 года переехал в собственное помещение, построенное Коммерческим собранием на противоположном углу  перекрёстка Главного и Вознесенского проспектов. Архитектор — К. А. Полков.
Это было двусветное здание в стиле модерн. Вид оно имело неказистый, но внутри было уютным. И, конечно же, имело эстраду, где перед сеансами зрителей развлекал оркестр.
После революции кинотеатр приватизировало акционерное общество «Совкино». Рядом со зданием находилось Коммерческое собрание, одно из престижных зданий предреволюционных лет, после — Дом Октябрьской революции, с 1933 года — театр музкомедии. В 1962 году оба здания встроены в единый корпус со стеклянным фасадом (архитектор П. Д. Деминцев).
В 2006 году объединился с мультиплексом «Салют».
Кинотеатр закрылся 6 июня 2007 года в связи с решением руководства театра музкомедии о расширении площадей театра.